# Liste des médaillés olympiques en tennis
Voici la liste des médaillés et médaillées des épreuves de tennis aux Jeux olympiques.

## Dames

### Simple
| Olympiade           | Surface                               | Vainqueure                            | Finaliste                             | Troisième                             | Tableau                               |
| 1896 Athènes        | Pas de compétition féminine           | Pas de compétition féminine           | Pas de compétition féminine           | Pas de compétition féminine           | Pas de compétition féminine           |
| 1900 Paris          | Terre (ext.)                          | Charlotte Cooper                      | Yvonne Prévost                        | Marion Jones                          | Tableau                               |
| 1900 Paris          | Terre (ext.)                          | Charlotte Cooper                      | Yvonne Prévost                        | Hedwig Rosenbaum                      | Tableau                               |
| 1904 Saint-Louis    | Pas de compétition féminine           | Pas de compétition féminine           | Pas de compétition féminine           | Pas de compétition féminine           | Pas de compétition féminine           |
| 1906 Athènes        | Épreuve non reconnue par le CIO       | Épreuve non reconnue par le CIO       | Épreuve non reconnue par le CIO       | Épreuve non reconnue par le CIO       | Épreuve non reconnue par le CIO       |
| 1908 Londres        | Gazon (ext.)                          | Dorothea Chambers                     | Dora Boothby                          | Joan Ruth Winch                       | Tableau                               |
| 1908 Londres        | Parquet (int.)                        | Gwendoline Eastlake                   | Alice Greene                          | Märtha Adlersträhle                   | Tableau                               |
| 1912 Stockholm      | Terre (ext.)                          | Marguerite Broquedis                  | Dorothea Köring                       | Molla Bjurstedt Mallory               | Tableau                               |
| 1912 Stockholm      | Parquet (int.)                        | Edith Hannam                          | Sofie Castenschiold                   | Mabel Parton                          | Tableau                               |
| 1920 Anvers         | Gazon (ext.)                          | Suzanne Lenglen                       | Edith Dorothy Holman                  | Kathleen McKane                       | Tableau                               |
| 1924 Paris          | Terre (ext.)                          | Helen Wills                           | Julie Vlasto                          | Kathleen McKane                       | Tableau                               |
| 1968 Mexique        | Épreuve en démonstration, Guadalajara | Épreuve en démonstration, Guadalajara | Épreuve en démonstration, Guadalajara | Épreuve en démonstration, Guadalajara | Épreuve en démonstration, Guadalajara |
| 1968 Mexique        | Épreuve en exhibition, Mexico         |                                       |                                       |                                       |                                       |
| 1984 Los Angeles    | Épreuve en démonstration (filles)     | Épreuve en démonstration (filles)     | Épreuve en démonstration (filles)     | Épreuve en démonstration (filles)     | Épreuve en démonstration (filles)     |
| 1988 Séoul          | Dur (ext.)                            | Steffi Graf                           | Gabriela Sabatini                     | Zina Garrison                         | Tableau                               |
| 1988 Séoul          | Dur (ext.)                            | Steffi Graf                           | Gabriela Sabatini                     | Manuela Maleeva                       | Tableau                               |
| 1992 Barcelone      | Terre (ext.)                          | Jennifer Capriati                     | Steffi Graf                           | Mary Joe Fernández                    | Tableau                               |
| 1992 Barcelone      | Terre (ext.)                          | Jennifer Capriati                     | Steffi Graf                           | Arantxa Sánchez                       | Tableau                               |
| 1996 Atlanta        | Dur (ext.)                            | Lindsay Davenport                     | Arantxa Sánchez                       | Jana Novotná                          | Tableau                               |
| 2000 Sydney         | Dur (ext.)                            | Venus Williams                        | Elena Dementieva                      | Monica Seles                          | Tableau                               |
| 2004 Athènes        | Dur (ext.)                            | Justine Henin                         | Amélie Mauresmo                       | Alicia Molik                          | Tableau                               |
| 2008 Pékin          | Dur (ext.)                            | Elena Dementieva                      | Dinara Safina                         | Vera Zvonareva                        | Tableau                               |
| 2012 Londres        | Gazon (ext.)                          | Serena Williams                       | Maria Sharapova                       | Victoria Azarenka                     | Tableau                               |
| 2016 Rio de Janeiro | Dur (ext.)                            | Mónica Puig                           | Angelique Kerber                      | Petra Kvitová                         | Tableau                               |
| 2020 Tokyo          | Dur (ext.)                            | Belinda Bencic                        | Markéta Vondroušová                   | Elina Svitolina                       | Tableau                               |
| 2024 Paris          | Terre (ext.)                          | Zheng Qinwen                          | Donna Vekić                           | Iga Świątek                           | Tableau                               |

### Double
| Olympiade           | Surface                                            | Vainqueures                                        | Finalistes                                         | Troisièmes                                         | Tableau                                            |
| 1896 Athènes        | Pas de compétition féminine                        | Pas de compétition féminine                        | Pas de compétition féminine                        | Pas de compétition féminine                        | Pas de compétition féminine                        |
| 1900 Paris          | Pas de tableau de double                           | Pas de tableau de double                           | Pas de tableau de double                           | Pas de tableau de double                           | Pas de tableau de double                           |
| 1904 Saint-Louis    | Pas de compétition féminine                        | Pas de compétition féminine                        | Pas de compétition féminine                        | Pas de compétition féminine                        | Pas de compétition féminine                        |
| 1906 Athènes        | Pas de tableau de double                           | Pas de tableau de double                           | Pas de tableau de double                           | Pas de tableau de double                           | Pas de tableau de double                           |
| 1908 Londres        | Pas de tableau de double                           | Pas de tableau de double                           | Pas de tableau de double                           | Pas de tableau de double                           | Pas de tableau de double                           |
| 1912 Stockholm      | Pas de tableau de double                           | Pas de tableau de double                           | Pas de tableau de double                           | Pas de tableau de double                           | Pas de tableau de double                           |
| 1920 Anvers         | Gazon (ext.)                                       | Kathleen McKane Winifred McNair                    | Winifred Beamish Edith D. Holman                   | Élisabeth d'Ayen Suzanne Lenglen                   | Tableau                                            |
| 1924 Paris          | Terre (ext.)                                       | Helen Wills Hazel Hotchkiss                        | Phyllis Covell Kathleen McKane                     | Evelyn Colyer Dorothy Shepherd                     | Tableau                                            |
| 1968 Mexique        | Épreuve en démonstration, Guadalajara              | Épreuve en démonstration, Guadalajara              | Épreuve en démonstration, Guadalajara              | Épreuve en démonstration, Guadalajara              | Épreuve en démonstration, Guadalajara              |
| 1968 Mexique        | Épreuve en exhibition, Mexico                      |                                                    |                                                    |                                                    |                                                    |
| 1984 Los Angeles    | Épreuve en démonstration, pas de tableau de double | Épreuve en démonstration, pas de tableau de double | Épreuve en démonstration, pas de tableau de double | Épreuve en démonstration, pas de tableau de double | Épreuve en démonstration, pas de tableau de double |
| 1988 Séoul          | Dur (ext.)                                         | Zina Garrison Pam Shriver                          | Jana Novotná Helena Suková                         | Elizabeth Sayers Wendy Turnbull                    | Tableau                                            |
| 1988 Séoul          | Dur (ext.)                                         | Zina Garrison Pam Shriver                          | Jana Novotná Helena Suková                         | Steffi Graf Claudia Kohde-Kilsch                   | Tableau                                            |
| 1992 Barcelone      | Terre (ext.)                                       | Gigi Fernández Mary Joe Fernández                  | Conchita Martínez Arantxa Sánchez                  | Leila Meskhi Natasha Zvereva                       | Tableau                                            |
| 1992 Barcelone      | Terre (ext.)                                       | Gigi Fernández Mary Joe Fernández                  | Conchita Martínez Arantxa Sánchez                  | Nicole Bradtke Rachel McQuillan                    | Tableau                                            |
| 1996 Atlanta        | Dur (ext.)                                         | Gigi Fernández Mary Joe Fernández                  | Jana Novotná Helena Suková                         | Conchita Martínez Arantxa Sánchez                  | Tableau                                            |
| 2000 Sydney         | Dur (ext.)                                         | Serena Williams Venus Williams                     | Kristie Boogert Miriam Oremans                     | Els Callens Dominique Monami                       | Tableau                                            |
| 2004 Athènes        | Dur (ext.)                                         | Li Ting Sun Tiantian                               | Virginia Ruano Pascual Conchita Martínez           | Paola Suárez Patricia Tarabini                     | Tableau                                            |
| 2008 Pékin          | Dur (ext.)                                         | Serena Williams Venus Williams                     | Anabel Medina Garrigues Virginia Ruano Pascual     | Yan Zi Zheng Jie                                   | Tableau                                            |
| 2012 Londres        | Gazon (ext.)                                       | Serena Williams Venus Williams                     | Andrea Hlaváčková Lucie Hradecká                   | Maria Kirilenko Nadia Petrova                      | Tableau                                            |
| 2016 Rio de Janeiro | Dur (ext.)                                         | Ekaterina Makarova Elena Vesnina                   | Timea Bacsinszky Martina Hingis                    | Lucie Šafářová Barbora Strýcová                    | Tableau                                            |
| 2020 Tokyo          | Dur (ext.)                                         | Barbora Krejčíková Kateřina Siniaková              | Belinda Bencic Viktorija Golubic                   | Laura Pigossi Luisa Stefani                        | Tableau                                            |
| 2024 Paris          | Terre (ext.)                                       | Sara Errani Jasmine Paolini                        | Mirra Andreeva Diana Shnaider                      | Cristina Bucșa Sara Sorribes Tormo                 | Tableau                                            |

## Messieurs

### Simple
| Olympiade           | Surface                               | Vainqueur                             | Finaliste                             | Troisième                             | Tableau                               |
| 1896 Athènes        | Terre (ext.)                          | John Pius Boland                      | Dionýsios Kásdaglis                   | Konstantínos Paspátis                 | Tableau                               |
| 1896 Athènes        | Terre (ext.)                          | John Pius Boland                      | Dionýsios Kásdaglis                   | Momcsilló Tapavicza                   | Tableau                               |
| 1900 Paris          | Terre (ext.)                          | Lawrence Doherty                      | Harold Mahony                         | Reginald Doherty                      | Tableau                               |
| 1900 Paris          | Terre (ext.)                          | Lawrence Doherty                      | Harold Mahony                         | Arthur Norris                         | Tableau                               |
| 1904 Saint-Louis    | Terre (ext.)                          | Beals Wright                          | Robert LeRoy                          | Alphonzo Bell                         | Tableau                               |
| 1904 Saint-Louis    | Terre (ext.)                          | Beals Wright                          | Robert LeRoy                          | Edgar Leonard                         | Tableau                               |
| 1906 Athènes        | Épreuve non reconnue par le CIO       | Épreuve non reconnue par le CIO       | Épreuve non reconnue par le CIO       | Épreuve non reconnue par le CIO       | Épreuve non reconnue par le CIO       |
| 1908 Londres        | Gazon (ext.)                          | Josiah Ritchie                        | Otto Froitzheim                       | Wilberforce Eaves                     | Tableau                               |
| 1908 Londres        | Parquet (int.)                        | Arthur Gore                           | George Caridia                        | Josiah Ritchie                        | Tableau                               |
| 1912 Stockholm      | Terre (ext.)                          | Charles Winslow                       | Harold Kitson                         | Oskar Kreuzer                         | Tableau                               |
| 1912 Stockholm      | Parquet (int.)                        | André Gobert                          | Charles Dixon                         | Anthony Wilding                       | Tableau                               |
| 1920 Anvers         | Gazon (ext.)                          | Louis Raymond                         | Ichiya Kumagae                        | Charles Winslow                       | Tableau                               |
| 1924 Paris          | Terre (ext.)                          | Vincent Richards                      | Henri Cochet                          | Umberto de Morpurgo                   | Tableau                               |
| 1968 Mexique        | Épreuve en démonstration, Guadalajara | Épreuve en démonstration, Guadalajara | Épreuve en démonstration, Guadalajara | Épreuve en démonstration, Guadalajara | Épreuve en démonstration, Guadalajara |
| 1968 Mexique        | Épreuve en exhibition, Mexico         |                                       |                                       |                                       |                                       |
| 1984 Los Angeles    | Épreuve en démonstration (garçons)    | Épreuve en démonstration (garçons)    | Épreuve en démonstration (garçons)    | Épreuve en démonstration (garçons)    | Épreuve en démonstration (garçons)    |
| 1988 Séoul          | Dur (ext.)                            | Miloslav Mečíř                        | Tim Mayotte                           | Stefan Edberg                         | Tableau                               |
| 1988 Séoul          | Dur (ext.)                            | Miloslav Mečíř                        | Tim Mayotte                           | Brad Gilbert                          | Tableau                               |
| 1992 Barcelone      | Terre (ext.)                          | Marc Rosset                           | Jordi Arrese                          | Goran Ivanišević                      | Tableau                               |
| 1992 Barcelone      | Terre (ext.)                          | Marc Rosset                           | Jordi Arrese                          | Andreï Cherkasov                      | Tableau                               |
| 1996 Atlanta        | Dur (ext.)                            | Andre Agassi                          | Sergi Bruguera                        | Leander Paes                          | Tableau                               |
| 2000 Sydney         | Dur (ext.)                            | Ievgueni Kafelnikov                   | Tommy Haas                            | Arnaud Di Pasquale                    | Tableau                               |
| 2004 Athènes        | Dur (ext.)                            | Nicolás Massú                         | Mardy Fish                            | Fernando González                     | Tableau                               |
| 2008 Pékin          | Dur (ext.)                            | Rafael Nadal                          | Fernando González                     | Novak Djokovic                        | Tableau                               |
| 2012 Londres        | Gazon (ext.)                          | Andy Murray                           | Roger Federer                         | Juan Martín del Potro                 | Tableau                               |
| 2016 Rio de Janeiro | Dur (ext.)                            | Andy Murray                           | Juan Martín del Potro                 | Kei Nishikori                         | Tableau                               |
| 2020 Tokyo          | Dur (ext.)                            | Alexander Zverev                      | Karen Khachanov                       | Pablo Carreño Busta                   | Tableau                               |
| 2024 Paris          | Terre (ext.)                          | Novak Djokovic                        | Carlos Alcaraz                        | Lorenzo Musetti                       | Tableau                               |

### Double
| Olympiade           | Surface                                            | Vainqueurs                                         | Finalistes                                          | Troisièmes                                         | Tableau                                            |
| 1896 Athènes        | Terre (ext.)                                       | John Pius Boland GBR Friedrich Traun GER           | Dionýsios Kásdaglis GRE Dimítrios Petrokókkinos GRE | Teddy Flack AUS George S. Robertson GBR            | Tableau                                            |
| 1900 Paris          | Terre (ext.)                                       | Lawrence Doherty Reginald Doherty                  | Basil de Garmendia USA Max Decugis FRA              | Harold Mahony Arthur Norris                        | Tableau                                            |
| 1900 Paris          | Terre (ext.)                                       | Lawrence Doherty Reginald Doherty                  | Basil de Garmendia USA Max Decugis FRA              | André Prévost Georges de la Chapelle               | Tableau                                            |
| 1904 Saint-Louis    | Terre (ext.)                                       | Beals Wright Edgar Leonard                         | Robert LeRoy Alphonzo Bell                          | Clarence Gamble Arthur Wear                        | Tableau                                            |
| 1904 Saint-Louis    | Terre (ext.)                                       | Beals Wright Edgar Leonard                         | Robert LeRoy Alphonzo Bell                          | Joseph Wear Allen West                             | Tableau                                            |
| 1906 Athènes        | Épreuve non reconnue par le CIO                    | Épreuve non reconnue par le CIO                    | Épreuve non reconnue par le CIO                     | Épreuve non reconnue par le CIO                    | Épreuve non reconnue par le CIO                    |
| 1908 Londres        | Gazon (ext.)                                       | George W. Hillyard Reginald Doherty                | Josiah Ritchie James Cecil Parke                    | Clement Cazalet Charles Dixon                      | Tableau                                            |
| 1908 Londres        | Parquet (int.)                                     | Arthur Gore Herbert Roper-Barrett                  | George Caridia George Simond                        | Wollmar Boström Gunnar Setterwall                  | Tableau                                            |
| 1912 Stockholm      | Terre (ext.)                                       | Harold Kitson Charles Winslow                      | Felix Pipes Arthur Zborzil                          | Albert Canet É. M. de Marangue                     | Tableau                                            |
| 1912 Stockholm      | Parquet (int.)                                     | Maurice Germot André Gobert                        | Carl Kempe Gunnar Setterwall                        | Alfred Beamish Charles Dixon                       | Tableau                                            |
| 1920 Anvers         | Gazon (ext.)                                       | Oswald Turnbull Max Woosnam                        | Ichiya Kumagae Seiichiro Kashio                     | Max Decugis Pierre Albarran                        | Tableau                                            |
| 1924 Paris          | Terre (ext.)                                       | Francis Hunter Vincent Richards                    | Jacques Brugnon Henri Cochet                        | Jean Borotra René Lacoste                          | Tableau                                            |
| 1968 Mexique        | Épreuve en démonstration, Guadalajara              | Épreuve en démonstration, Guadalajara              | Épreuve en démonstration, Guadalajara               | Épreuve en démonstration, Guadalajara              | Épreuve en démonstration, Guadalajara              |
| 1968 Mexique        | Épreuve en exhibition, Mexico                      |                                                    |                                                     |                                                    |                                                    |
| 1984 Los Angeles    | Épreuve en démonstration, pas de tableau de double | Épreuve en démonstration, pas de tableau de double | Épreuve en démonstration, pas de tableau de double  | Épreuve en démonstration, pas de tableau de double | Épreuve en démonstration, pas de tableau de double |
| 1988 Séoul          | Dur (ext.)                                         | Ken Flach Robert Seguso                            | Emilio Sánchez Sergio Casal                         | Miloslav Mečíř Milan Šrejber                       | Tableau                                            |
| 1988 Séoul          | Dur (ext.)                                         | Ken Flach Robert Seguso                            | Emilio Sánchez Sergio Casal                         | Stefan Edberg Anders Järryd                        | Tableau                                            |
| 1992 Barcelone      | Terre (ext.)                                       | Boris Becker Michael Stich                         | Wayne Ferreira Piet Norval                          | Goran Ivanišević Goran Prpić                       | Tableau                                            |
| 1992 Barcelone      | Terre (ext.)                                       | Boris Becker Michael Stich                         | Wayne Ferreira Piet Norval                          | Javier Frana Christian Miniussi                    | Tableau                                            |
| 1996 Atlanta        | Dur (ext.)                                         | Todd Woodbridge Mark Woodforde                     | Neil Broad Tim Henman                               | Marc-Kevin Goellner David Prinosil                 | Tableau                                            |
| 2000 Sydney         | Dur (ext.)                                         | Sébastien Lareau Daniel Nestor                     | Todd Woodbridge Mark Woodforde                      | Àlex Corretja Albert Costa                         | Tableau                                            |
| 2004 Athènes        | Dur (ext.)                                         | Fernando González Nicolás Massú                    | Nicolas Kiefer Rainer Schüttler                     | Mario Ančić Ivan Ljubičić                          | Tableau                                            |
| 2008 Pékin          | Dur (ext.)                                         | Roger Federer Stanislas Wawrinka                   | Simon Aspelin Thomas Johansson                      | Bob Bryan Mike Bryan                               | Tableau                                            |
| 2012 Londres        | Gazon (ext.)                                       | Bob Bryan Mike Bryan                               | Michaël Llodra Jo-Wilfried Tsonga                   | Julien Benneteau Richard Gasquet                   | Tableau                                            |
| 2016 Rio de Janeiro | Dur (ext.)                                         | Marc López Rafael Nadal                            | Florin Mergea Horia Tecău                           | Steve Johnson Jack Sock                            | Tableau                                            |
| 2020 Tokyo          | Dur (ext.)                                         | Nikola Mektić Mate Pavić                           | Marin Čilić Ivan Dodig                              | Marcus Daniell Michael Venus                       | Tableau                                            |
| 2024 Paris          | Terre (ext.)                                       | Matthew Ebden John Peers                           | Austin Krajicek Rajeev Ram                          | Taylor Fritz Tommy Paul                            | Tableau                                            |

## Double mixte
| Olympiade           | Surface                                                  | Vainqueures                                              | Finalistes                                               | Troisièmes                                               | Tableau                                                  |
| 1896 Athènes        | Pas de tableau de double mixte                           | Pas de tableau de double mixte                           | Pas de tableau de double mixte                           | Pas de tableau de double mixte                           | Pas de tableau de double mixte                           |
| 1900 Paris          | Terre (ext.)                                             | Charlotte Cooper Reginald Doherty                        | Yvonne Prévost FRA Harold Mahony GBR                     | Marion Jones USA Lawrence Doherty GBR                    | Tableau                                                  |
| 1900 Paris          | Terre (ext.)                                             | Charlotte Cooper Reginald Doherty                        | Yvonne Prévost FRA Harold Mahony GBR                     | Hedwig Rosenbaum BOH Archibald Warden GBR                | Tableau                                                  |
| 1904 Saint-Louis    | Pas de tableau de double mixte                           | Pas de tableau de double mixte                           | Pas de tableau de double mixte                           | Pas de tableau de double mixte                           | Pas de tableau de double mixte                           |
| 1906 Athènes        | Épreuve non reconnue par le CIO                          | Épreuve non reconnue par le CIO                          | Épreuve non reconnue par le CIO                          | Épreuve non reconnue par le CIO                          | Épreuve non reconnue par le CIO                          |
| 1908 Londres        | Pas de tableau de double mixte                           | Pas de tableau de double mixte                           | Pas de tableau de double mixte                           | Pas de tableau de double mixte                           | Pas de tableau de double mixte                           |
| 1912 Stockholm      | Terre (ext.)                                             | Dorothea Köring Heinrich Schomburgk                      | Sigrid Fick Gunnar Setterwall                            | Marguerite Broquedis Albert Canet                        | Tableau                                                  |
| 1912 Stockholm      | Parquet (int.)                                           | Edith Hannam Charles Dixon                               | Helen Aitchison Herbert Roper-Barrett                    | Sigrid Fick Gunnar Setterwall                            | Tableau                                                  |
| 1920 Anvers         | Gazon (ext.)                                             | Suzanne Lenglen Max Decugis                              | Kathleen McKane Max Woosnam                              | Milada Skrbková Ladislav Žemla                           | Tableau                                                  |
| 1924 Paris          | Terre (ext.)                                             | Hazel Hotchkiss Richard N. Williams                      | Marion Zinderstein Vincent Richards                      | Cornelia Bouman Hendrik Timmer                           | Tableau                                                  |
| 1968 Mexique        | Épreuve en démonstration, Guadalajara                    | Épreuve en démonstration, Guadalajara                    | Épreuve en démonstration, Guadalajara                    | Épreuve en démonstration, Guadalajara                    | Épreuve en démonstration, Guadalajara                    |
| 1968 Mexique        | Épreuve en exhibition, Mexico                            |                                                          |                                                          |                                                          |                                                          |
| 1984 Los Angeles    | Épreuve en démonstration, pas de tableau de double mixte | Épreuve en démonstration, pas de tableau de double mixte | Épreuve en démonstration, pas de tableau de double mixte | Épreuve en démonstration, pas de tableau de double mixte | Épreuve en démonstration, pas de tableau de double mixte |
| 1988 Séoul          | Pas de tableau de double mixte                           | Pas de tableau de double mixte                           | Pas de tableau de double mixte                           | Pas de tableau de double mixte                           | Pas de tableau de double mixte                           |
| 1992 Barcelone      | Pas de tableau de double mixte                           | Pas de tableau de double mixte                           | Pas de tableau de double mixte                           | Pas de tableau de double mixte                           | Pas de tableau de double mixte                           |
| 1996 Atlanta        | Pas de tableau de double mixte                           | Pas de tableau de double mixte                           | Pas de tableau de double mixte                           | Pas de tableau de double mixte                           | Pas de tableau de double mixte                           |
| 2000 Sydney         | Pas de tableau de double mixte                           | Pas de tableau de double mixte                           | Pas de tableau de double mixte                           | Pas de tableau de double mixte                           | Pas de tableau de double mixte                           |
| 2004 Athènes        | Pas de tableau de double mixte                           | Pas de tableau de double mixte                           | Pas de tableau de double mixte                           | Pas de tableau de double mixte                           | Pas de tableau de double mixte                           |
| 2008 Pékin          | Pas de tableau de double mixte                           | Pas de tableau de double mixte                           | Pas de tableau de double mixte                           | Pas de tableau de double mixte                           | Pas de tableau de double mixte                           |
| 2012 Londres        | Gazon (ext.)                                             | Victoria Azarenka Max Mirnyi                             | Laura Robson Andy Murray                                 | Lisa Raymond Mike Bryan                                  | Tableau                                                  |
| 2016 Rio de Janeiro | Dur (ext.)                                               | Bethanie Mattek-Sands Jack Sock                          | Venus Williams Rajeev Ram                                | Lucie Hradecká Radek Štěpánek                            | Tableau                                                  |
| 2020 Tokyo          | Dur (ext.)                                               | Anastasia Pavlyuchenkova Andrey Rublev                   | Elena Vesnina Aslan Karatsev                             | Ashleigh Barty John Peers                                | Tableau                                                  |
| 2024 Paris          | Terre (ext.)                                             | Kateřina Siniaková Tomáš Macháč                          | Wang Xinyu Zhang Zhizhen                                 | Gabriela Dabrowski Félix Auger-Aliassime                 | Tableau                                                  |